# Mancelle
 (février 2019).
Pour les articles homonymes, voir Mancelle.

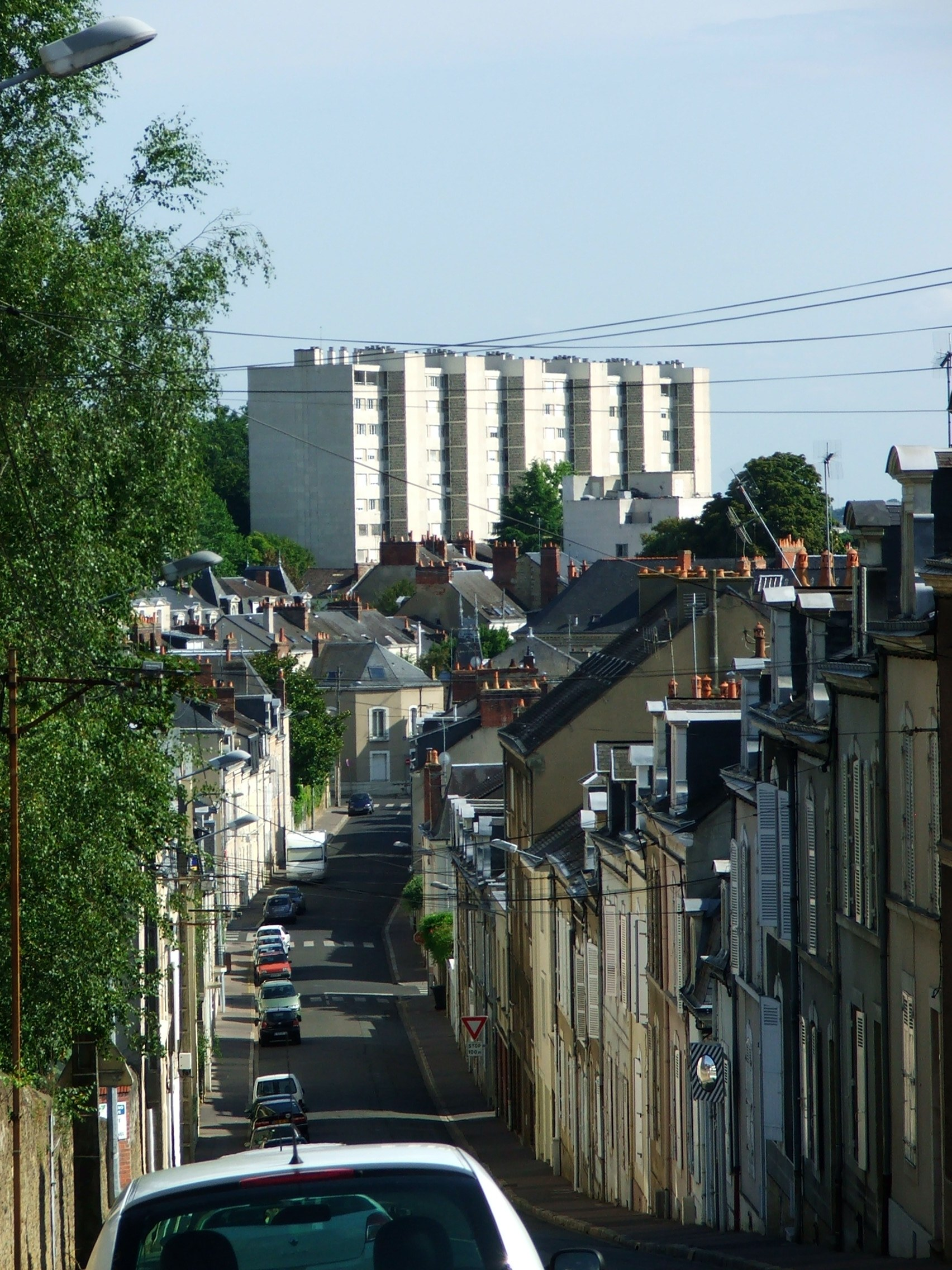
Alignement de mancelles rue Julien Bodereau, quartier Sainte-Croix au Mans.

La mancelle est un type de maison d'habitation, existant particulièrement dans la ville du Mans au XIXe siècle.  Les longs alignements de ces petites maisons individuelles avec jardins est une composante importante de l'identité visuelle de la ville du Mans.
D'après des études récentes (inventaire des faubourgs du Mans) et contrairement à la légende, la mancelle n'aurait en réalité aucun rapport avec le Préfet Mancel. Le terme désignerait simplement ce type de maison caractéristique de la ville du Mans à l'instar de l'angevine ou de la nantaise.
Les mancelles prennent place dans des quartiers peu animés, surtout résidentiels. Bon nombre d'entre elles ont été construites pour loger la main d'œuvre débarquant en nombre lors des deux grandes phases d'industrialisation de la ville, entre 1859 et la Seconde Guerre mondiale. Le quartier Jaurès par exemple, a vu la construction d'un grand nombre de mancelles sous l'impulsion du marché ferroviaire. 
Elles sont très variées et il est donc difficile de définir un modèle de maison. On distinguera toutefois deux grands types de mancelles : les habitations très modestes et celle un peu plus huppées. 
Même si les grandes mancelles relèvent déjà d'un standing, elles restent des maisons d'habitation populaires ou légèrement bourgeoises. Elles contrastent ainsi avec les grands hôtels particuliers du secteur central de la ville qu'on trouve sur l'avenue du Général-de-Gaulle ou sur l'avenue Bollée.  

## La petite mancelle
La petite mancelle est un type d'habitation assez restreint et particulièrement modeste. Construit en rez-de-chaussée, ce modèle présente une porte et une fenêtre sur la rue. L'ensemble est le plus souvent surmonté d'une lucarne. L'architecture est dans son ensemble, relativement sobre à l'image du début du vingtième siècle avec un encadrement rectangulaire tout en pierre autour des portes et des fenêtres. Dès la fin du XIXe siècle, même les mancelles les plus modestes bénéficient d'une nette évolution architecturale. On modifie la physionomie des linteaux courbes, de même on retravaille à la hausse une clé de saillie et une petite lucarne en pierre. Une nouvelle évolution amènera la lucarne à prendre naissance dès le linteau de la fenêtre, cela permettant de mieux décorer la façade. Le couloir latéral en face de la porte d'entrée dessert une chambre, une salle à manger et une cuisine. Le plus souvent, le tout est relié. Il suffit d'entrer dans la salle à manger pour accéder à la cuisine, puis à l'arrière-cuisine. S'ensuit derrière une petite terrasse-cour achevée au bout par un jardin de petite taille. Dans le couloir, un petit escalier mène à une chambre légèrement surmontée (il est même difficile de parler d'étage) qui est éclairée par la lucarne. Côté terrasse, un petit grenier finira par se révéler standard. Enfin, on finira par aménager une cave de taille modeste sous le petit escalier.

## La grande mancelle
Les grandes mancelles sont des demeures beaucoup plus confortables que les petites. Néanmoins les grandes évolutions survenues avec les petites mancelles se reproduiront sur les grandes. Destinées à des familles de catégorie moyenne voire aisée, ces mancelles vont connaître une plus grande diversité architecturale que leurs petites sœurs. Cela sera notamment le cas dans la décoration et la valorisation architecturale des façades, allant jusqu'au très soutenu. Les plans de distribution ne seront, en revanche, que rarement changés. Ces maisons présentent un rez-de-chaussée et un, voire deux étages. À ce dernier, une lucarne est ouverte en toiture sur la rue. Les premières grandes mancelles sont très sobres et épurées avec un simple encadrement rectangulaire en pierre à la porte d'entrée, comme à la fenêtre du rez-de-chaussée. Il en va de même pour les fenêtres des étages. La façade est traditionnellement faite de sable et de chaux. Un bandeau de pierre extérieur peut parfois marquer la distinction des étages au niveau des planchers. La sobriété des grandes mancelles va laisser la place à des réalisations plus vives en couleur à partir de la seconde moitié du XIXe siècle. Les linteaux deviendront ainsi courbes. Quant aux bandeaux et aux corniches, ils seront parfois sculptés. Les lucarnes seront bâties en pierre de taille. Une grande cave est disposée sous toute la construction. Comme pour la petite mancelle, le couloir latéral donne accès à la salle à manger, mais également à un salon situé côté rue. La salle à manger est généralement de taille plus restreinte et est disposée juste à côté, vers l'intérieur. La cuisine, comme l'arrière-cuisine, sont disposées en appentis sur cour, dans le prolongement de la salle à manger et sont accessibles par cette pièce seulement (ou via la cour). On trouve ensuite deux chambres par étage accompagnées d'un cabinet de toilette. Quant au grenier, il est assez vaste et peut être transformé en chambre de comble avec une lucarne côté cour. En soit, les grandes mancelles sont ainsi très diverses de par leur simple aspect. Leur nombre d'étages n'est même pas fixe et elles reflètent le plus souvent par leur esthétique le niveau social de leurs premiers habitants. Même les dimensions varient avec, souvent, une façade d'environ 5 à 6 mètres de largeur sur la rue.

## Les alignements et la ville
Les mancelles sont par nature accolées les unes aux autres en très grand nombre, sans forcément une grande mixité. Souvent comparées à des fourmis lorsque l'alignement ne concerne que les petites, l'évolution des schémas urbains au XXe siècle a passablement remodelé voire dénaturé la mancelle. À l'origine, c'est bien l'étroitesse d'une telle composition de façades qui créait un alignement répétitif si caractéristique de la ville. Lorsqu'il ne s'agit que de petites mancelles, les lucarnes ne font qu'accentuer ce rythme répétitif par des saillies successives sur les toitures. En ce qui est de l'alignement des grandes, c'est la continuité des grandes corniches qui organise une sorte de linéarité de gabarit avec un équilibre certain ; certainement plus rassurant par la hauteur pour le piéton, plutôt que dans le cas des petites mancelles. Aujourd'hui, la monotonie des mancelles n'existe plus, de nombreuses notes de couleur ayant été apportées aux enduits, volets et portes. La multiplication de ces grands alignements a contribué à faire du Mans une ville très étendue (autant que Lyon ou Bordeaux) mais peu densément peuplée. Cela explique en partie le manque de hauteur de certains quartiers d'habitation de la ville. Cela a, au fur et à mesure des décennies, contribué à créer une grande mixité architecturale dans la ville, avec des quartiers bas (Sainte-Croix, Jean-Jaurès, Gare Sud…) et des quartiers tout en hauteur (Bellevue, Les Sablons…).